# Vineuil-Saint-Firmin
Vineuil-Saint-Firmin és un municipi francès, situat al departament de l'Oise i a la regió dels Alts de França. L'any 2007 tenia 1.517 habitants.

## Demografia

### Població
El 2007 la població de fet de Vineuil-Saint-Firmin era de 1.517 persones. Hi havia 594 famílies de les quals 140 eren unipersonals (72 homes vivint sols i 68 dones vivint soles), 181 parelles sense fills, 221 parelles amb fills i 52 famílies monoparentals amb fills.
La població ha evolucionat segons el següent gràfic:
Habitants censats

### Habitatges
El 2007 hi havia 705 habitatges, 595 eren l'habitatge principal de la família, 80 eren segones residències i 30 estaven desocupats. 569 eren cases i 134 eren apartaments. Dels 595 habitatges principals, 435 estaven ocupats pels seus propietaris, 117 estaven llogats i ocupats pels llogaters i 43 estaven cedits a títol gratuït; 10 tenien una cambra, 40 en tenien dues, 95 en tenien tres, 142 en tenien quatre i 307 en tenien cinc o més. 426 habitatges disposaven pel capbaix d'una plaça de pàrquing. A 278 habitatges hi havia un automòbil i a 267 n'hi havia dos o més.

### Piràmide de població
La piràmide de població per edats i sexe el 2009 era:
| Homes | Edats   | Dones |
| ----- | ------- | ----- |
| 4     | 95 o +  | 0     |
| 4     | 90 a 94 | 0     |
| 0     | 85 a 89 | 20    |
| 12    | 80 a 84 | 8     |
| 36    | 75 a 79 | 16    |
| 28    | 70 a 74 | 32    |
| 56    | 65 a 69 | 64    |
| 28    | 60 a 64 | 64    |
| 52    | 55 a 59 | 48    |
| 52    | 50 a 54 | 44    |
| 68    | 45 a 49 | 52    |
| 40    | 40 a 44 | 40    |
| 44    | 35 a 39 | 56    |
| 52    | 30 a 34 | 48    |
| 44    | 25 a 29 | 32    |
| 28    | 20 a 24 | 20    |
| 44    | 15 a 19 | 24    |
| 20    | 10 a 14 | 68    |
| 48    | 5 a 9   | 56    |
| 32    | 0 a 4   | 40    |

## Economia
El 2007 la població en edat de treballar era de 914 persones, 700 eren actives i 214 eren inactives. De les 700 persones actives 648 estaven ocupades (354 homes i 294 dones) i 52 estaven aturades (22 homes i 30 dones). De les 214 persones inactives 51 estaven jubilades, 95 estaven estudiant i 68 estaven classificades com a «altres inactius».

### Ingressos
El 2009 a Vineuil-Saint-Firmin hi havia 578 unitats fiscals que integraven 1.457,5 persones, la mediana anual d'ingressos fiscals per persona era de 26.819 €.

### Activitats econòmiques
Dels 59 establiments que hi havia el 2007, 1 era d'una empresa alimentària, 1 d'una empresa de coc i refinatge, 1 d'una empresa de fabricació de material elèctric, 2 d'empreses de fabricació d'altres productes industrials, 9 d'empreses de construcció, 13 d'empreses de comerç i reparació d'automòbils, 3 d'empreses de transport, 5 d'empreses d'hostatgeria i restauració, 3 d'empreses d'informació i comunicació, 2 d'empreses immobiliàries, 13 d'empreses de serveis, 4 d'entitats de l'administració pública i 2 d'empreses classificades com a «altres activitats de serveis».
Dels 15 establiments de servei als particulars que hi havia el 2009, 1 era una oficina de correu, 1 paleta, 1 guixaire pintor, 1 fusteria, 1 lampisteria, 3 electricistes, 1 empresa de construcció, 1 veterinari, 3 restaurants, 1 agència immobiliària i 1 tintoreria.
Dels 3 establiments comercials que hi havia el 2009, 1 era una botiga de menys de 120 m², 1 una botiga de mobles i 1 una joieria.

## Equipaments sanitaris i escolars
L'únic equipament sanitari que hi havia el 2009 era una farmàcia.
El 2009 hi havia una escola elemental.

## Poblacions properes
El següent diagrama mostra les poblacions més properes.